# Chowra
Chowra (Choura, Tatat o Sanenyo) è un'isola dell'arcipelago delle Nicobare, in India. L'isola si trova a nord di Teressa e a sud di Battimalv, nell'Oceano Indiano.

## Storia
L'isola ha sofferto numerosi danni durante il terremoto del 2004 ed il conseguente tsunami.

## Geografia
Chowra è generalmente piatta, con un'elevazione rocciosa di 104.5 m nella parte sud. Barriere coralline si estendono a circa 2 km dalla costa nordovest dell'isola.

## Popolazione
Sull'isola sono costruiti tre villaggi, appartenenti a cinque clan, il più grande dei quali è Southern Agency. Il censimento del 2011 ha contato 1 270 abitanti.

## Amministrazione
L'isola fa parte della suddivisione di Nancowry.

## Cultura
Ogni anno, uno dei cinque clan di Chowra organizza a turno il festival di Panuohonot ("festival del porco"). La preparazione del festival dura alcuni mesi. Il festival è organizzato per celebrare la memoria degli antenati e prevede canti, balli e gare di canoe. Al cambio di stagione, viene celebrato il Kancheuollo ("il festival del pollo").